# Кандыра (танец)
Кандыра́ (луговомар. кандыра — «верёвочка») — народный танец, родившийся в среде восточных марийцев, но в настоящее время являющийся одним из наиболее популярных танцев среди всех этнических групп марийского народа.
В танце может принимать участие неограниченное количество людей. Характерной особенностью этого танца является звонкое прищёлкивание пальцами, исполняемое как юношами, так и девушками. Танец сопровождается частушками.
С 2011 года в Башкортостане проводится ежегодный фестиваль-конкурс по этому марийскому танцу «Ший кандыра» («Серебряная верёвочка»). На фестивале в 2013 году была «сплетена» самая длинная «верёвочка» из танцующих за всю историю. Этот рекорд был занесён в Книгу рекордов России.